# Rysensten
 "Rysensteen" omdirigeres hertil. For gymnasiet, se Rysensteen Gymnasium.
Rysensten er en herregård beliggende i Bøvling Sogn i Lemvig Kommune. Gården er opkaldt efter fæstningsarkitekten Henrik Ruse, som 1661 fik det gamle Bøvling Slot overdraget fra kronen som betaling for sine tilgodehavender. Han fik 10 år senere ophøjet gården til baroni, og han blev således baron af Rysensteen. Baroniet blev opløst 5. maj 1797 til fordel for et fideikommis, og året efter solgtes godset til "herregårdsslagterne" Fønss og von Schmidten.

## Ejere af Bøvling Slot / Rysensten
- (1401-1536) Ribe Bispestol
- (1536-1664) Kronen
- (1664-1679) Henrik Ruse, baron af Rysensteen
- (1679-1690) Christian Juel-Rysensteen (svigersøn)
- (1690-1694) Jeanne Marie Ruse, baronesse af Rysensteen
- (1694-1749) Ove Henrik baron Juel-Rysensteen
- (1749-1769) Otto Henrik baron Juel-Rysensteen
- (1769-1782) Christian Frederik baron Juel-Rysensteen
- (1782-1798) Ove Henrik baron Juel-Rysensteen
- (1798-1809) Peter Severin Fønss & Ulrik Christian von Schmidten
- (1809-1833) P.A. Høegh
- (1833-1856) N.M. Petersen (svigersøn)
- (1856-ca. 1865) H. & M. Toldorph & Co.
- (1867-1896) J.C. Jørgensen
- (1896-1902) Konsortium
- (1902-1907) N.B. Breinholt
- (1907-1912) Ole Futtrup Christensen
- (1912-1913) Konsortium
- (1913-1917) P.A. Bugge
- (1917-1931) Christian Rahbek
- (1931-1965) Aanders Rahbek
- (1965-1993) Erik Vendelbo Rahbek
- (1993-) Familien Schliemann

|  | Denne artikel om en bygning eller et bygningsværk kan blive bedre, hvis der indsættes et (bedre) billede. Du kan hjælpe ved at afsøge Wikimedia Commons for et passende billede eller lægge et op på Wikimedia Commons med en af de tilladte licenser og indsætte det i artiklen. |

56°27′11″N 8°10′42″Ø / 56.45306°N 8.17833°Ø